# Pecco

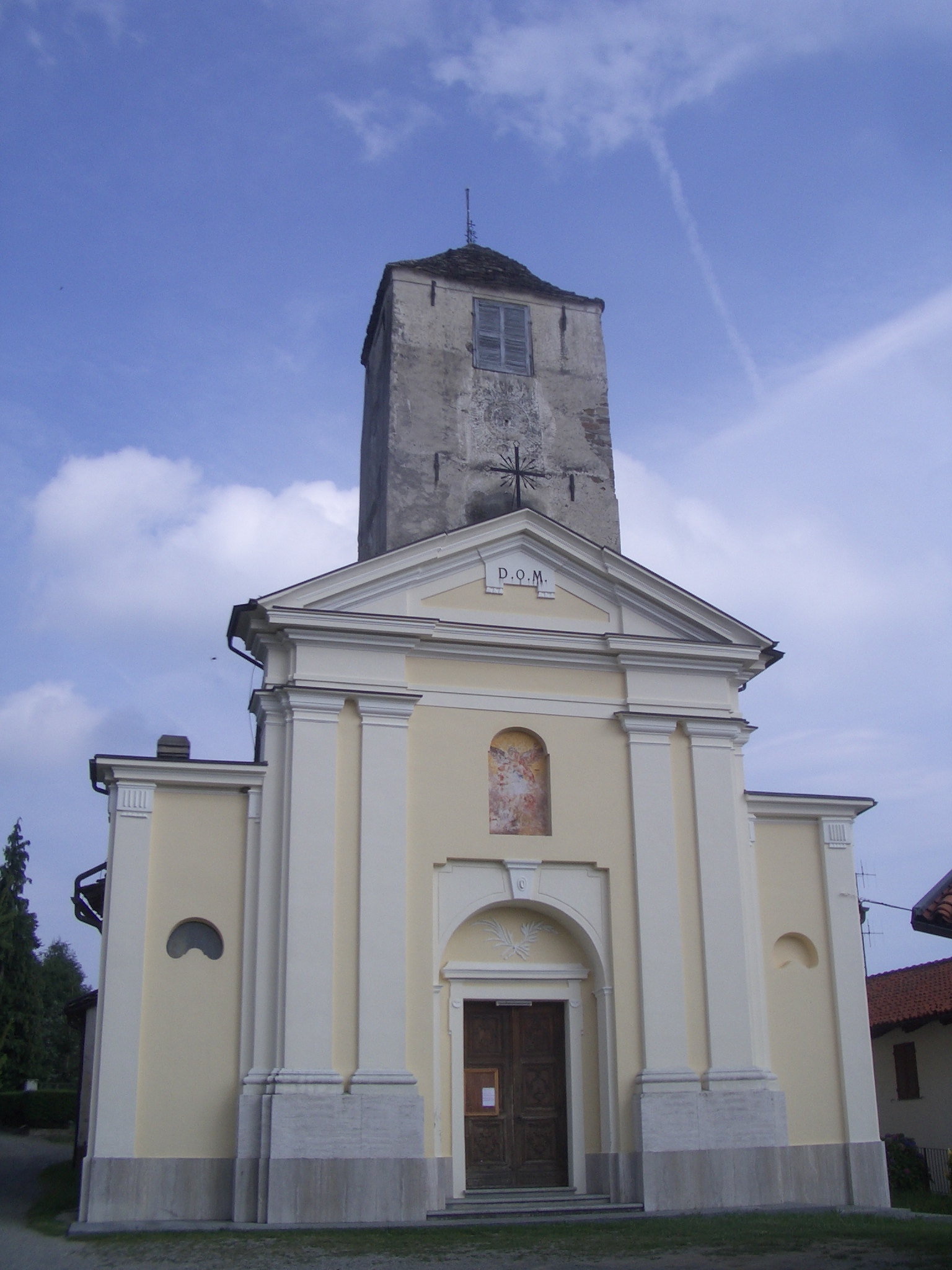
Pfarrkirche von Pecco

Pecco (piemontesisch Pech)  ist eine Fraktion und Gemeindesitz der italienischen Gemeinde (comune) Val di Chy der Metropolitanstadt Turin in der Region Piemont.

## Geografie
Der Ort liegt im Canavese im Val Chiusella, auf der orographisch linken Seite des Gebirgsflusses Chiusella, etwa 44 km nordöstlich von Turin entfernt. Pecco befindet sich auf einem Hügel auf einer Höhe von 650 m.s.l.m.

## Geschichte
Pecco war bis 31. Dezember 2018 eine eigenständige Gemeinde und schloss sich am 1. Januar 2019 mit Alice Superiore und Lugnacco zur neuen Gemeinde Val di Chy zusammen.  Nachbargemeinden waren Alice Superiore, Lugnacco, Rueglio und Vico Canavese.